# ناهل (اسم)
ناهل هو اسم علم مذكر من أصل عربي، ومعناه هو بمعنى الريان العطشان (ضد) من يطلب الماء من المنهل وهوالمنبع الجمل الذي يسقى الشربة الأولى.

## وصلات خارجية
- موسوعة السلطان قابوس لأسماء العرب